# Bezirksmuseum Innere Stadt

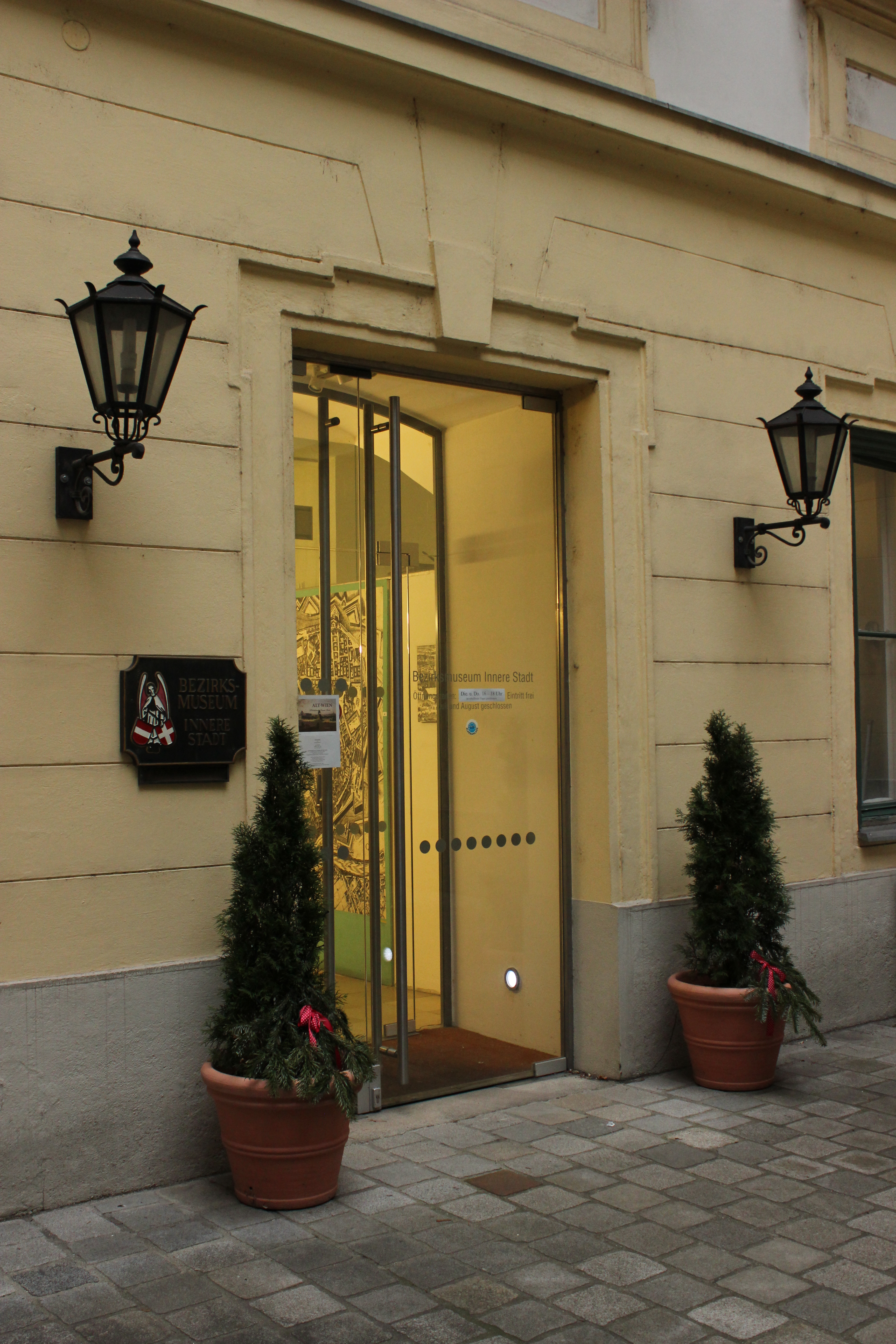
Eingang des Bezirkmuseums im Hof des Alten Rathauses

Das Bezirksmuseum Innere Stadt ist das Bezirks- und Heimatmuseum des 1. Wiener Gemeindebezirks Innere Stadt.
Das relativ kleine Museum (ein Vorraum und zwei Schauräume) ist im Alten Rathaus an der Wipplingerstraße 8 untergebracht. Als Initiatoren der Gründung des Museumsvereins im Jahr 1972 werden der damalige Bezirksvorsteher Heinrich A. Heinz und der Kustos des Schottenstiftes und langjährige Museumsleiter Robert Mucnjak genannt. Zunächst diente die ehemalige Registratur im Alten Rathaus als Schau- und Arbeitsraum, dann kam es 1985 zum Umzug in eine ehemalige Bäckerei. 2005 kam es zu einem erneuten Umzug.
Das Museum zeigt unter anderem Funde aus der Römerzeit, eine Sammlung von Alt-Wiener Stichen und Aquarellen und im zweiten Schauraum Ausstellungsstücke ab dem Jahr 1848 bis zur Gegenwart, darunter 99 Fächer der Erzherzogin Valerie. Das Museum verfügt auch über eine Bibliothek mit ca. 1000 Bänden mit Schwerpunkt zur Stadtgeschichte und ein umfangreiches Archiv. Besonders hervorzuheben ist die Sammlung Zabusch mit ihrer historischen Häuserkartei der Wiener Innenstadt.
Das Museum ist zugänglich durch den linken Innenhof des Alten Rathauses (Museumshof). 

## Weblink
- Webauftritt des Museums